# Rise and Resist

Rise and Resist est un mouvement politique américain, essentiellement basé à New York, constitué en réponse à l'élection de Donald Trump. Ce mouvement a organisé plusieurs marches et de nombreuses protestations contre le Président Trump et sa politique, ou a apporté son soutien à d'autres organisations ayant le même but, notamment lot de la marche des femmes de 2017. En décembre 2017, le groupe a également participé aux protestations contre la réforme des impôts,,,,,,.

## Actions politiques
- Le 13 avril 2017, 25 membres de "Rise and Resist" sont arrêtés parce qu'ils protestent contre la politique migratoire du gouvernement à la Trump Tower[9]
- Le 4 juillet 2018 des membres de ce groupe ont été arrêtés après avoir déployé une banderole devant la statue de la Liberté, l'un d'eux, Therese-Patricia Okoumou ayant escaladé le monument[10],[11],[12] sans avoir averti ses camarades de ses projets[13].